# Felvilágosodás
A felvilágosodás a legáltalánosabb meghatározások szerint nyugat-európai kiindulópontú szellemi, kulturális, filozófiai mozgalom, egyben kultúrtörténeti korszak volt a 17. század vége és a 19. század eleje között. A mozgalom hordozója a polgárság volt, de több társadalmi réteg törekvéseit fejezte ki, amelyek a gazdasági, politikai és kulturális egyenjogúsításukért küzdöttek. Szakítani kívánt a feudalizmus uralkodó ideológiájával, a római katolikus egyház által uralt vallással. Reformok útján kívánta átformálni a társadalmat és a gazdaságot, terjeszteni akarta a tudomány eredményeit, azaz a „világosságot”, és mindezzel fel akarta szabadítani az embert mint individuumot. Végső soron azonban a feudális társadalmi rend megdöntését, a polgári forradalmak, a kapitalizmus győzelmét készítette elő.
A felvilágosodás gondolkodói az értelmet állították a középpontba, kritika alá vetették a hagyományos intézményeket, szokásokat, erkölcsöket. Céljuk az volt, hogy a világot „az irracionalitás, a babonák és a zsarnokság hosszú időszaka után a fejlődés útjára vezessék”. Az egyén boldogságát helyezték előtérbe, humanizmusukat az egyéni értékekre alapozták.  
Ez forradalmi folyamatokat indított el az emberi értelem, a természet, az Isten, a gazdaság és a társadalom szemléletében.
A felvilágosodás nagy alakjai mind az új, a haladás, a pozitív változás szorgalmazói, hírnökei voltak, ennyiben egyben a forradalom eszmei előkészítői, de a gyakorlatban közülük kevesen voltak valóban hívei a forradalmaknak, és még kevesebben vettek részt azokban.
A kort nagy politikai változások jellemezték a kormányzásban, a nemzetalkotásban, a minden ember számára nagyobb jogokban és az olyan tekintélyelvű intézmények visszaszorításában, mint a nemesség és az egyház. A mozgalom készített elő több forradalmat szerte a világon, amelyek a liberalizmus, a szocializmus, a demokrácia és a kapitalizmus megszületéséhez és megszilárdulásához vezettek.
A konzervatív keresztény és jobboldali körök az „istentelen felvilágosodást” a modern nyugati liberalizmus kiindulópontjának tekintik és mint ilyennek a történelmi szerepét általában negatívan ítélik meg.

## Tartalma
Részletesebben tárgyalva a felvilágosodás tartalma:
- a politikában az erős állam, amely megreformálja a gazdaságot és kultúrát
- a vallásban az ortodoxia, azaz a hagyományokhoz való merev ragaszkodás háttérbe szorítása, a türelem érvényesítése
- a filozófiában a metafizika tagadása, az ismeretelmélet és a természetfilozófia szerepének kiemelése
- a történelemszemléletben a haladás gondolata
- az erkölcs terén a boldogság keresése
- az irodalomban, művészetekben az eszmei tartalom felértékelése, a tudományos irodalom egy részének szépirodalmi jellegűvé válása, a filozófia, irodalom és művészet szorosabb kapcsolata
- a kozmopolitizmus és a patriotizmus egyidejű jelenléte, a társadalmilag elmaradottabb országokban a modern nemzeti eszme megjelenése és erősödése.

## Története
A 16. században és a 17. század első felében Európában vallási háborúk pusztítottak. Miután a politikai helyzet a vesztfáliai béke és az angol polgárháború után stabilizálódott, a bölcsesség és tudás forrását jelentő emberi kinyilatkozás elsődleges forrásában, a természetfelettiről és a hitről alkotott nézetekben zavar keletkezett, ami jelentős bizonytalanságot keltett az emberekben. Ekkor jött az Értelem kora (akik szerint két korszakról van szó), amikor a tudást és a stabilitást az axiomatikus filozófiával és az abszolutizmussal próbálták megalapozni. A tudáselmélet Michel de Montaigne és René Descartes írásaiban komoly szkepticizmusra és a „tudás” természete megismerésének igényére épült. A magától értetődő axiómákra épülő kor Benedictus de Spinoza Etikájában érte el a csúcspontját. Ez a világegyetem egységes szemléletét úgy értelmezte, hogy Isten és Természet ugyanaz, ami központi elvvé vált a felvilágosodásban Newtontól Jeffersonig.
A francia felvilágosodás történetét általában három szakaszra osztják: egy előkészítő, egy domináns és egy differenciálódó, hanyatló szakaszra. Roland Mortier belga irodalomtörténész megfogalmazásában ezek emelkedő, tetőző és ereszkedő szakaszok. Az elsőt Fontenelle mérsékeltsége, a másodikat Voltaire, Diderot,  Rousseau magabiztossága, a harmadikat a Sade, Bernardine de Saint-Pierre vagy Senancour képviselte kiüresedés jellemezte.
Az előkészítő szakasz a 17. század utolsó évtizedétől a 18. század negyvenes éveiig tartott. Ekkor megerősödött a fennálló helyzettel szembeni kritikai szellem, megindult az új eszmék és új értékek keresése. A második időszakot, ami a 18. század 40-es éveitől a 60-as évekig tartott, a Nagy Francia Enciklopédia határozta meg, és az újat kereső gondolkodók egységet közelítő fellépése jellemezte. A század végéig tartó harmadik szakaszban kiéleződtek a mozgalmon belüli ellentétek.
A felvilágosodásra Pascal, Leibniz, Galilei és más korábbi filozófusok nézetei is sok szempontból kifejtették hatásukat. Az európai gondolkodáson változások hullámai vonultak végig, amelyeket Sir Isaac Newton, matematikus és fizikus természetfilozófiája példázott. Newton eszméi, amelyek az axiomatikus bizonyítást és a fizikai megfigyelést ellenőrizhető becslések koherens rendszerébe tömörítették és Philosophiae Naturalis Principia Mathematica (A természetfilozófia matematikai alapjai) címet viselő munkája megadták az alaphangot az utána következő időszaknak.
Newton persze nem volt egyedül rendszerelvű gondolkodásával, csak ő szerepelt a legtöbbet és ő volt a leghíresebb. A természeti jelenségek egységes szabályokkal való leírásának eszméje a nagy rendszerezési lázat a legkülönbözőbb tanulmányok szintjén is megjelenítette. A felvilágosodás úgy határozta meg magát, mint akik belenéznek Isten agyába, hogy megismerjék a teremtést és kikövetkeztessék az igazat a világról. Ez a hozzáállás meghaladta még a mai gondolkodókét is, akik általában az igazságot kevésbé gondolják véglegesnek, de akkoriban ez meghatározó vélemény volt.
Azoknak, akik szétválasztják az „értelem korát” és a „felvilágosodást”, Newton figurája jó például szolgál a különbség fontosságának bemutatásához, mert ő Kepler bolygók mozgásáról és a lencsék fénytöréséről alkotott elméleteihez hasonlóan a tapasztalati megfigyeléseket és a törvényszerűségeket együtt használta, és ez alapján alkotott elméletet azok működéséről. Ez a váltás egyesítette a reneszánsz tudósok, mint Francis Bacon empiricizmusát Descartes axiomatikus megközelítésével.
A fegyelmezett keresztény Isten irányításával működő felfogható világba vetett hit új filozófiai kihívásoknak adott lendületet. A vallási filozófia egyik oldalról a jámborság fontosságára, Isten mindenható természetének feljebbvalóságára és természetfelettiségére összpontosított, a másik oldalról eszmék, mint például a deizmus szerint a világ befogadható volt az emberi rátermettségből fakadóan és azok a „törvények”, amelyek azok viselkedését szabályozzák, érthetetlenek. Az „óraműves” Isten eszméje úgy vált egyre elterjedtebbé, ahogy idővel egyre gyakrabban váltak láthatóvá szabályos rendben működő kifinomult gépezetek, ami hatásos metaforaként hatott egy látszólagosan rendezett világegyetemre.
Ennek a filozófiai tradíciónak a magva egy objektív „igazság” volt, ami a megfigyelőtől függetlenül határozta meg a szigorúan vett emberi fogalmakat. A valóság kifejezésének kihívása a legváltozatosabb filozófiai munkákat eredményezte, amelyek továbbfejlesztve a szkepticizmus álláspontját, kifejtették, hogy az ember agyát olyan valóság veszi körül, ami kívül helyezkedik megfigyelésein. A kapcsolatot a lét és az észlelés között George Berkeley és David Hume is szerette volna részletesen feltárni és nagyrészt Immanuel Kant filozófiája is ezzel a problémával foglalkozott.
A törvények középpontba állítása (a szabályok elválasztását is beleértve a viselkedés vagy a tapasztalás részelemeitől) egy olyan filozófia kibontakozását segítették, amelyben az egyén sokkal erősebb fogalom volt, jogainak használati tartománya az emberi belső ókori hagyományaitól eltérő eszmékre helyeződött át. Ahogy John Locke írta, a szellemi tulajdon nem a birtoklási jogok családjába tartozik, hanem az egyéni jogok közé, amit egy vizsgálatba belefektetett munka és annak tárgya közösen határoz meg, elválasztva minden egyébtől. A „természetes jogok” és a „természetes törvények” fogalomkörének meghatározása a mai közgazdaságtan és politológia kialakulásának alapjává vált.
Ezt Immanuel Kant 1784-ben Mi a felvilágosodás? című tanulmányában a következőképpen fogalmazta meg:
„A felvilágosodás az ember kilábalása maga okozta kiskorúságából. Kiskorúság az arra való képtelenség, hogy valaki mások vezetése nélkül gondolkodjék. Magunk okozta ez a kiskorúság, ha oka nem értelmünk fogyatékosságában, hanem az abbeli elhatározás és bátorság hiányában van, hogy mások vezetése nélkül éljünk vele. Sapere aude! Merj a magad értelmére támaszkodni! – ez tehát a felvilágosodás jelmondata.” (Vidrányi Katalin fordítása)
A felvilágosodás tehát a világ észszerűségében, szabályszerűségében és felfoghatóságában való hittel kezdődött, majd szakaszokban a racionális, szabályokon alapuló tudás és állam szervezetének megalkotásával folytatódott, amit a deizmus fejtett ki részletesen. Ez azzal az állítással indult, hogy a törvényeket a természetfeletti és emberi dolgok együtt alakítják, és inkább ez jelenik meg a király hatalmában, mintsem hogy a király adna hatalmat a törvényeknek. Ezzel előtérbe helyeződött a jog eltérő felfogása, mint egyének és nem mint családok közötti kapcsolat, egyúttal egyre növekvő szerepet kapott benne az egyéni szabadság, mint alapvető emberi jog. A felvilágosodás a szabadság, a tulajdon és az észszerűség eszméit dicsőítette, amelyek a politikai filozófia terén a mai korban is felismerhetők. A szabad, önálló egyén az állami hatalmi irányítás alatt is szabad, amelynek számára egyetlen szerepe, hogy az ezt szabályozó természeti törvényeknek stabilitást adjon.
A „hosszú” felvilágosodás elve a Reneszánszt a humanizmus és az empirizmus olyan hajtóerejének tekinti, amely a természet törvényeit az algebra alkalmazásával értelmező természetfilozófia terjedésére és azokra a felfedezésekre építette, amiket a mikroszkóp és a teleszkóp találmányai jelentettek. Ugyancsak ekkor indult terjedésnek a nemzetállamok szerepét és egyénnel való kapcsolatát vizsgáló filozófia.
A felvilágosodás második hulláma Franciaországban az Enciklopédisták megjelenésével kezdődött. Vállalkozásuk előzménye volt a felismerés, hogy a tudásnak szellemi architektúrája van. Személyes megjegyzéseiket a tudás törvényeivel egyesítve Denis Diderot és Jean le Rond d'Alembert az elme szabadságának lehetőségeit kereste a tudás felfogásának terében.
A felvilágosodást két versengő vonulat töltötte ki. Az egyiket jelentős spiritualitás, vallási hit és az egyház jellemezte. Ezzel szemben bővülő méretekben megjelent az antiklerikalizmus, amelyet többek között Voltaire „Écrasez l'infâme!” (Tiporjátok el a gyalázatost) szállóigéje is fémjelzett, ami egy felkiáltás volt a racionális társadalom győzelmének eszméje iránt.
A tiszta felvilágosodás harca végül a század közepén elérte csúcspontját: noha az értelem és hitelesség építménye elkészült, vele együtt megannyi vitatott kérdés is felmerült. A felvilágosodás számos kritikusának szempontjából, amit többnyire a Romantika mozgalmának növekvő ereje képviselt, ez a folyamat a társadalmi egyezményeket felrúgja, az egyedi, egyéni és a kifejtéstől mentes igazságot pedig korlátozza.
Ezt követően a felvilágosodás a „természeti” szabadság mozgásterében egyensúlyozott különféle engedélyezési szabályok nélkül, amik nézeteik szerint eltorzították volna azt. Egyúttal a felvilágosodás kora hozta el a monarchia államforma reformját a maguk nemében a legtöbb haszonnal járó, a társadalom felvilágosult rendszerezése szerint megírt törvényekkel. A felvilágosult szabályok eszméje megjelent más tudományokban is, mint például Carolus Linnaeus kategorizálása a biológiában.
A felvilágosodás utolsó hullámának gondolkodói, Jean-Jacques Rousseau, Immanuel Kant, Adam Smith, Thomas Jefferson és a fiatal Johann Wolfgang von Goethe egy mind gyakrabban használt biológiai metaforát használtak az egyéni fejlődés és az evolúció erőire. Ez jelentette a felvilágosodás végét, amire Voltaire Candide című műve mutat egy példát, a gondolat, hogy a természet bár alapvetően jó, de nem önszerveződő, ehelyett az okság és az érettség mozgatja. A közelgő Romantika a világegyetemet önszerveződőnek látta és hívei szerint a káosz egy organikus világ érthető büntetése volt.
Ez a szembenállás politikai következményekkel járt: az 1750-es években Angliában, Ausztriában, Poroszországban és Franciaországban kísérletek történtek a monarchia rendszerének és törvényeinek „racionalizálására”. Miután ez nem hozott kellő eredményt, kibontakozott a drámai változások forradalmi szelleme. A felvilágosodás racionális eszméi a francia forradalom jakobinus programjában, Lengyelország Május 3-i Alkotmányában, valamint az Amerikai alkotmányban rögzültek, és váltak később a kormányzás hajtóerejévé.
A francia forradalom erőszakos és küldetésszerű módon képviselte a felvilágosodás filozófiáját, különösen a Jakobinus diktatúra idején. A racionalitásra való vágy a kormányzásban a katolikus egyház és a kereszténység felszámolásának próbáihoz, a naptár, az óra, a mérőrendszerek, a pénzügyi rendszer és a jogrendszer valamilyen racionális rend szerinti megváltoztatásához vezetett Franciaországban. A szociális és gazdasági egyenlőség eszméinek végrehajtása terén messzebb jutottak, mint bármely más nagyobb állam abban az időben. A felvilágosodás utolsó, hosszú lélegzetét Bonaparte Napóleon jelentette. Napóleon újraszervezte Franciaországot és fejlesztési terveket hozott létre a felvilágosodás racionalizmusának nyomdokain.

## A felvilágosodás legfontosabb gondolatai
- Merj gondolkodni! (Sapere aude – Kant felszólítása, amely a felvilágosodás jelmondata lett. Először Horatius használta.)
- A világ megismerhető.
- A természetben vannak elrejtve a társadalom és gondolkodás törvényei.
- A tudás forrása a megfigyelés és a tapasztalat.
- Magasztos erkölcsi nézeteket hirdet: Jóság, Igazság, Testvériség. (pontosabban: Szabadság, Egyenlőség, Testvériség)
- Az emberi jellem nevelés kérdése. Az emberi jellem születésénél fogva jó, bűnös elemeket a megromlott társadalom táplál az emberi lélekbe. (Jean-Jacques Rousseau)
- Az egyén és közösség érdeke összehangolható.
- Minden vétek és bűn a tudatlanságból ered.
- A munka mindenki számára erkölcsi követelmény.
- Teljes optimizmus jellemzi: az igazság megismerését követi a megvalósítás.
- Az alapvető polgári jogokat követelik és küzdenek értük. Ilyen jogok: törvény előtti egyenlőség, szólás-, gondolat-, sajtószabadság, szabad tulajdonbirtoklás.
- Legfontosabb politikai nézetük: Mindenfajta társadalmi rendszer az emberek megállapodásának eredménye: ezért megváltoztatható.
- Minden felvilágosodott gondolkodó egyetért abban, hogy, a feudalizmus az emberek közötti egyenlőtlenség rendszere, ezért mindegyikük szükségesnek tartotta a megváltoztatását, a változás mértékét és módját különbözőképpen állapítják meg.
- Stílusirányzatai: klasszicizmus, rokokó, szentimentalizmus

## A felvilágosodás szerepe a későbbi filozófiában
A felvilágosodás központi szerepet tölt be a modernizmus néven ismert mozgalom oksági rendszerében. A modernizmus neoklasszicista trendje a racionalizmus egyik korszakának tekinthető, ami az Enciklopédisták és más filozófusok közreműködésével átírta az elavult, nevetséges formában kialakult hagyományokat. A 20. századi mozgalmak egyes csoportjai, mint a liberalizmus és a neoklasszicizmus szellemi örökségüket az „értelem” múltjára vezetik vissza az „emócionalizmus” 19. századi múltja helyett. A modern mozgalmak kulcselemei, a redukcionizmus és a racionalitás, mint a felvilágosodás vívmányainak, a geometriai rendnek, szigornak és redukciónak szellemi örökösei szemben állnak az irracionalitással és az emócionalitással. Innen tekintve a felvilágosodás a liberalizmus modern eszméinek alapját jelenti a babonák és az intolerancia ellenében. Nagy hatású gondolkodók, akik ezt a nézetet kifejtették: Jürgen Habermas és Isaiah Berlin.
E szerint a nézet szerint a felvilágosodás olyan kritikus eszmék forrása, ahol a szabadság, a demokrácia és az értelem képezik a társadalom elsődleges értékeit. A nézet vitatja, hogy a piacok működéséhez, a kapitalizmushoz, a tudományos gondolkodáshoz, a vallási és eszmei tolerancia kialakulásához, valamint az egyes államok demokratikus úton önálló köztársaságokba való alakulásához csak az alapjogok szerződésekben, alkotmányban való lefektetése kellett volna. Ebben a nézetben a filozófiai tendenciák által alkalmazott racionalitás jelenti a lényegi megoldást a problémákra. Ebből kiindulva a gondolkodók és írók az igazság formáit a lefektetett eszmék megsértésének szankciójától való félelem nélkül kereshették.

## A felvilágosodás a természettudományokban
Forradalmi változások következtek be a fizika, a kémia és a biológia tudományaiban.
A természettudományokban alapvető változást hoz Kepler, Galilei és Giordano Bruno. A heliocentrikus világnézet lép a geocentrikus világnézet helyére. Galilei tanítása szerint a Föld forog a Nap körül (ezért elítélik, de tanait nem vonja vissza).
A korban természetet kutató tudósok holttesteket boncoltak azzal a céllal, hogy megismerjék az  emberi szervezet működését és a betegségek okát.

## A felvilágosodás a művészetben
A művészettörténetben a legkorábbi csírái a barokkban mutatkoznak, létrehozva ezzel a francia klasszicista drámaesztétikát, később a klasszicizmus eszmei háttere lett.

## A felvilágosodás előfutárai
- XIV. Lajos
- VIII. Henrik
- René Descartes
- Blaise Pascal
- Thomas Hobbes
- Francis Bacon
- Galileo Galilei
- Baruch Spinoza

## A felvilágosodás fontosabb személyiségei
- Enciklopédisták
- Jean le Rond d’Alembert (1717-1783) francia matematikus és fizikus.
- Thomas Abbt (1738-1766) német matematikus és író.
- Pierre Bayle (1647-1706) francia filozófus és író.
- Bessenyei György (1747-1811) magyar író és költő
- James Boswell (1740-1795) skót ügyvéd és író.
- Edmund Burke (1729-1797) ír politikai gondolkodó, államférfi.
- Nicolas de Condorcet (1743-1794) francia filozófus, matematikus, politikai gondolkodó.
- Csokonai Vitéz Mihály (1773-1805) magyar költő
- Denis Diderot (1713-1784) francia filozófus és író, az Encyclopédie megalapítója.
- Benjamin Franklin (1706-1790) amerikai államférfi, tudós, politikai gondolkodó.
- Edward Gibbon (1737-1794) angol történész.
- Johann Gottfried von Herder (1744-1803) német teológus és nyelvész.
- Helvétius (1715-1771) francia filozófus
- David Hume (1711-1776) történész, filozófus és közgazdász.
- Thomas Jefferson (1743-1826) amerikai politikai gondolkodó, államférfi.
- Immanuel Kant (1724-1804) német filozófus és fizikus.
- Hugo Kołłątaj (1750-1812) lengyel tudós, pap, politikus és államférfi.
- Ignacy Krasicki (1735–1801) lengyel költő és író.
- Gotthold Ephraim Lessing (1729-1781) német drámaíró, kritikus és politikai gondolkodó.
- John Locke (1632-1704) angol filozófus.
- Stanisław Małachowski (1736-1809) lengyel politikai gondolkodó, államférfi.
- Leandro Fernández de Moratín (1760-1828) spanyol drámaíró és fordító.
- Montesquieu (1689-1755) francia filozófus és író.
- Isaac Newton (1642-1727) angol filozófus és fizikus.
- Thomas Paine (1737-1809) amerikai újságíró.
- Ignacy Potocki (1750–1809) lengyel reformer politikus.
- Jean-Jacques Rousseau (1712-1778) francia filozófus, író és zeneszerző.
- Adam Smith (1723-1790) skót közgazdász és filozófus.
- Stanisław Staszic (1755-1826) lengyel tudós, pap, filozófus.
- Voltaire (1694-1778) francia író és filozófus.
- Józef Wybicki (1747–1822) lengyel tábornok, költő és politikus.
- Turgot (1727 – 1781) francia államférfi és közgazdász.

## Kritikája
A marxizmus a felvilágosodásnak is, annak hangsúlyozottan az egyén boldogulásával foglalkozó tételei ellenére, elsősorban a társadalmi jelentőségét vizsgálta. Eszerint ennek az társadalmi-politikai és ideológiai áramlatnak a képviselői az adott kor feudális társadalma hibáinak kiküszöbölését fennkölt eszmék és a tudomány eredményeinek terjesztésével kívánták megoldani. A társadalmi visszásságok gyökerét nem az elavult társadalmi rendszerben, az uralkodó osztályok érdekeiben, hanem az emberek tudatlanságában vélték megtalálni.
A konzervatív keresztény és jobboldali körök az „istentelen felvilágosodást” a modern nyugati liberalizmus kiindulópontjának tekintik és mint ilyennek a történelmi szerepét negatívan ítélik meg. Magyarországon Kövér László fogalmazott meg nem egyszer hasonló gondolatokat.

## Kapcsolódó szócikk
- A felvilágosodás korának magyar irodalma